# هارلي ستريت

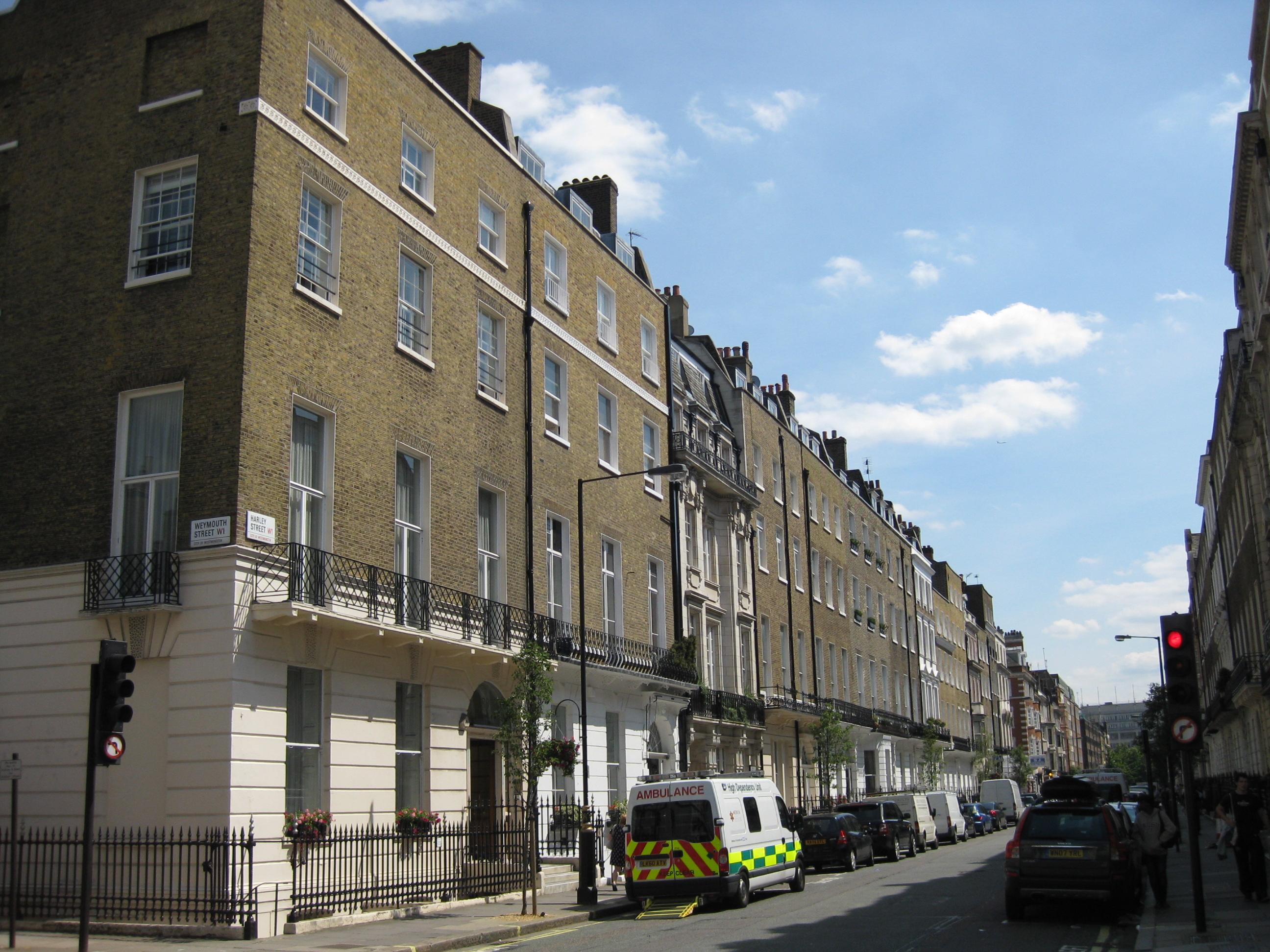
هارلي ستريت في عام 2011

هارلي ستريت هو شارع في حي مرليبون في لندن، وقد اشتهر منذ القرن التاسع عشر لوجود عدد كبير من أطباء القطاع الخاص المتخصصين في الطب والجراحة.

## نظرة عامة
منذ القرن التاسع عشر، ازداد عدد الأطباء والمستشفيات والمؤسسات الطبية فيه إلى حد كبير، وتبين السجلات أن هناك حوالي 20 طبيبًا في عام 1860، و80 بحلول عام 1900، وما يقرب من 200 قبل عام 1914.عندما أنشئت هيئة الخدمات الصحية الوطنية في عام 1948، كان هناك حوالي 1500 طبيبًا، واليوم، هناك أكثر من ثلاثة آلاف شخص يعملون في منطقة شارع هارلي في العيادات، والممارسات الطبية وشبه الطبية، والمستشفيات مثل عيادة لندن.

## مشاهير عملوا فيه
عاش أو عمل كثير من المشاهير في هارلي ستريت، بما في ذلك رئيس الوزراء الفيكتوري وليام غلادستون، والفنانين جيه.إم.دبليو تيرنر وليونيل لوغ.

## وصلات خارجية
- معلومات عن هارلي ستريت
- هارلي ستريت
- دليل هارلي ستريت